# MONOQLO
MONOQLO（モノクロ）とは晋遊舎から出版されている雑誌。
元々は『家電批評MONOQLO』として刊行され、2009年3月、『家電批評』と『MONOQLO』に分かれる形で創刊した。
誌名の由来は「モノの玄人」に由来する。
本誌は物やサービスなどをテストして批評、紹介し、おすすめ商品には「ベストバイ」、逆におすすめできない商品には「ワーストバイ」などのマークを付けている。これは同社が発行する『家電批評』や『LDK』と同様である。

## 連載

### 過去
- 「ホームセンターあらし」 - すがやみつるによる漫画作品。2011年8月号より連載されていた（終息時期は不明）。これは1980年代の漫画作品であるゲームセンターあらしのキャラクターが登場し、ホームセンターで買い物をするという内容であった[2]。